# Sarax dhofarensis
Espèce
Synonymes
- Charinus dhofarensis Weygoldt, Pohl & Polak, 2002

Sarax dhofarensis est une espèce d'amblypyges de la famille des Charinidae.

## Distribution
Cette espèce est endémique du Dhofar en Oman,. Elle se rencontre dans la doline de Tawi Atayr et vers Quanaf.

## Description
La carapace de la femelle holotype décrite par Miranda, Giupponi, Prendini et Scharff en 2021 mesure 3,70 mm de long sur 5,30 mm et la carapace du mâle paratype 3,20 mm de long sur 4,25 mm.

## Systématique et taxinomie
Cette espèce a été décrite sous le protonyme Charinus dhofarensis par Weygoldt, Pohl et Polak en 2002. Elle est placée dans le genre Sarax par Miranda, Giupponi, Prendini et Scharff en 2021.

## Étymologie
Son nom d'espèce, composé de dhofar et du suffixe latin -ensis, « qui vit dans, qui habite », lui a été donné en référence au lieu de sa découverte, le Dhofar.

## Publication originale
- Weygoldt, Pohl & Polak, 2002 : « Arabian whip spiders: four new species of the genera Charinus and Phrynichus (Chelicerata: Amblypygi) from Oman and Socotra. » Fauna of Arabia, vol. 19, p. 289-309.